# Compsobuthus nematodactylus
Espèce
Compsobuthus nematodactylus est une espèce de scorpions de la famille des Buthidae.

## Distribution
Cette espèce est endémique d'Oman. Elle se rencontre vers Moussandam et dans les monts Hajar vers Al Awabi.
Sa présence est incertaine aux Émirats arabes unis.

## Description
Le mâle holotype mesure 32,50 mm, les mâles mesurent de 26,00 à 32,50 mm et les femelles de 40,00 à 43,00 mm.

## Publication originale
- Lowe, 2009 : « A new lithophilic Compsobuthus Vachon, 1949 (Scorpiones: Buthidae) from northern Oman. » Euscorpius, no 90, p. 1−13 (texte intégral).